# Amstelmeer
Le Amstelmeer est un lac à l'ouest de Wieringen en Hollande-Septentrionale. Le lac est particulièrement populaire pour les surfeurs. Plusieurs plages se prêtent à des fins récréatives.

## Historique
Le lac est une transition entre la mer des Wadden et le Zuiderzee. Au nord, il borde la mer des Wadden, qui est fermée par l'Amsteldiepdijk. Avec la construction de cette digue sur la rive nord et le Wieringermeerpolder sur le côté sud-est entre 1920 et 1930, cette étendue d'eau, qui n'est plus connectée à la mer est devenue un lac d'eau douce. La construction de l'Amsteldiepdijk a fermé le détroit entre la pointe de Hollande-Septentrionale et de l'ancienne île de Wieringen. La rivière Amsteldiep coulait à cet endroit, mais elle a disparu avec ces changements.
À cause du travail de sape de plusieurs siècles  de marées, l'endroit est devenu relativement profond en comparaison avec le reste du Wieringermeer. Dans une certaine mesure il peut être comparé à l'Oostvaardersplassen, qui lui aussi n'a pas été asséché et joue une place importante à cause de sa profondeur.

## Les sports d'eau
Le lac Amstel est très populaire pour les plaisanciers, en particulier les véliplanchistes et autres sports de voile. Le sport relativement nouveau du kitesurf est aussi pratiqué. Au nord et nord-est, près du village de Westerland la plage Lutje comporte de deux parties; l'une partie est laissée en herbes, elle est destinée aux surfeurs, l'autre partie sablonneuse est populaire pour la natation. Un grand parking est disponible ce qui permet la restauration et le camping.
Au Sud-Ouest, le village de Van Ewijcksluis, offre un port de plaisance. Au Nord-est, le village De Haukes, possède à la fois un yacht club privé et une marina. Des marins dispensent des cours de voile. Un chantier naval est situé dans le port.

## Accessibilité
Le lac est accessible par l'eau de Den Helder via le canal Balgzand, de Anna Paulowna à travers l'Ewijcksvaart Van, et de Kolhorn via le Waardkanaal. On peut aussi l'atteindre en passant par le fossé du canal dans le Wieringermeerpolder avec le franchissement d'une écluse.